# Saúde digital
Saúde Digital é a junção das revoluções digital e genética com a saúde, com o objetivo de reduzir as ineficiências na prestação de cuidados de saúde, melhorar o acesso, reduzir custos, aumentar a qualidade, e tornar a medicina mais personalizada e precisa. Ainda, segundo a OMS, o uso e a ampliação de soluções digitais de saúde podem revolucionar a forma como as pessoas em todo o mundo alcançam padrões mais elevados de saúde e acessam serviços para promover e proteger sua saúde e bem-estar. Saúde digital foi descrita pelo cardiologista Eric Topol como o conjunto de tecnologias digitais, redes sociais, conectividade móvel e banda larga, o aumento do poder de computação e do universo de dados convergentes com sensores sem fio, genômica e sistemas de informação de saúde para desconstruir criativamente a medicina como a conhecemos. O fundo de capital de investimento em saúde Rock Health explica ainda que a saúde digital engloba tanto a Saúde 2.0 (B2C) como as Tecnologias de Informação nos cuidados de saúde (B2B) 

## Iniciativas e Programas
A saúde digital está muito relacionada com o avanço da tecnologia, por sua vez vem sendo influenciada e influenciando numa via de mão dupla as tecnologias portáteis, também conhecidas como gadgets, como smartwatch, smartphones e a IoT.  Em paralelo, temos o mercado de software, gerando informações para os usuários, empresas e especialistas.
Um exemplo é a Azoi, que em Março de 2014 anunciou o seu primeiro produto - Wello - uma capa de iPhone com circuitos e sensores encrustados que é capaz de controlar uma variedade de sinais vitais, como a pressão arterial, frequência cardíaca, nível de oxigênio no sangue, temperatura do corpo, electrocardiograma e função pulmonar.
O investimento em startups de saúde digital atingiu 1,97 bilhões dólares em 2013, um crescimento de 39 por cento a partir de 2012. A Comissão Europeia estima que até 2017 o setor de saúde digital representou 99 bilhões de euros de poupança aos sistemas de saúde dos países membros da União Europeia.
Outra iniciativa entre Google e a OMS (Organização Mundial da Saúde) é a aplicação para smartphones e o Google Fit, com o propósito de coletar dados sobre atividades físicas e o sedentarismo na população mundial. O OMS deseja poder contribuir com propostas para os governantes das nações e também diretamente ao usuário por meio do aplicativo, através de conselhos de saúde. Em 2018 a própria OMS lançou um plano de ação global sobre atividades físicas.

## Elementos
Enquanto a Revolução Digital é caracterizada pela "produção em massa e uso generalizado de circuitos lógicos digitais e suas tecnologias derivadas, incluindo o computador, telemóvel e máquina de fax", os elementos-chave da saúde digital são largamente enumeradas pelo Dr. Eric Topol no seu livro "The Creative Destruction of Medicine: How the Digital Revolution Will Create Better Health Care". De acordo com Topol, há vários elementos de super-convergência que compõem a saúde digital. O infográfico à direita mostra os crescentes benefícios da saúde digital e baseia-se nos conceitos do Dr. Topol.

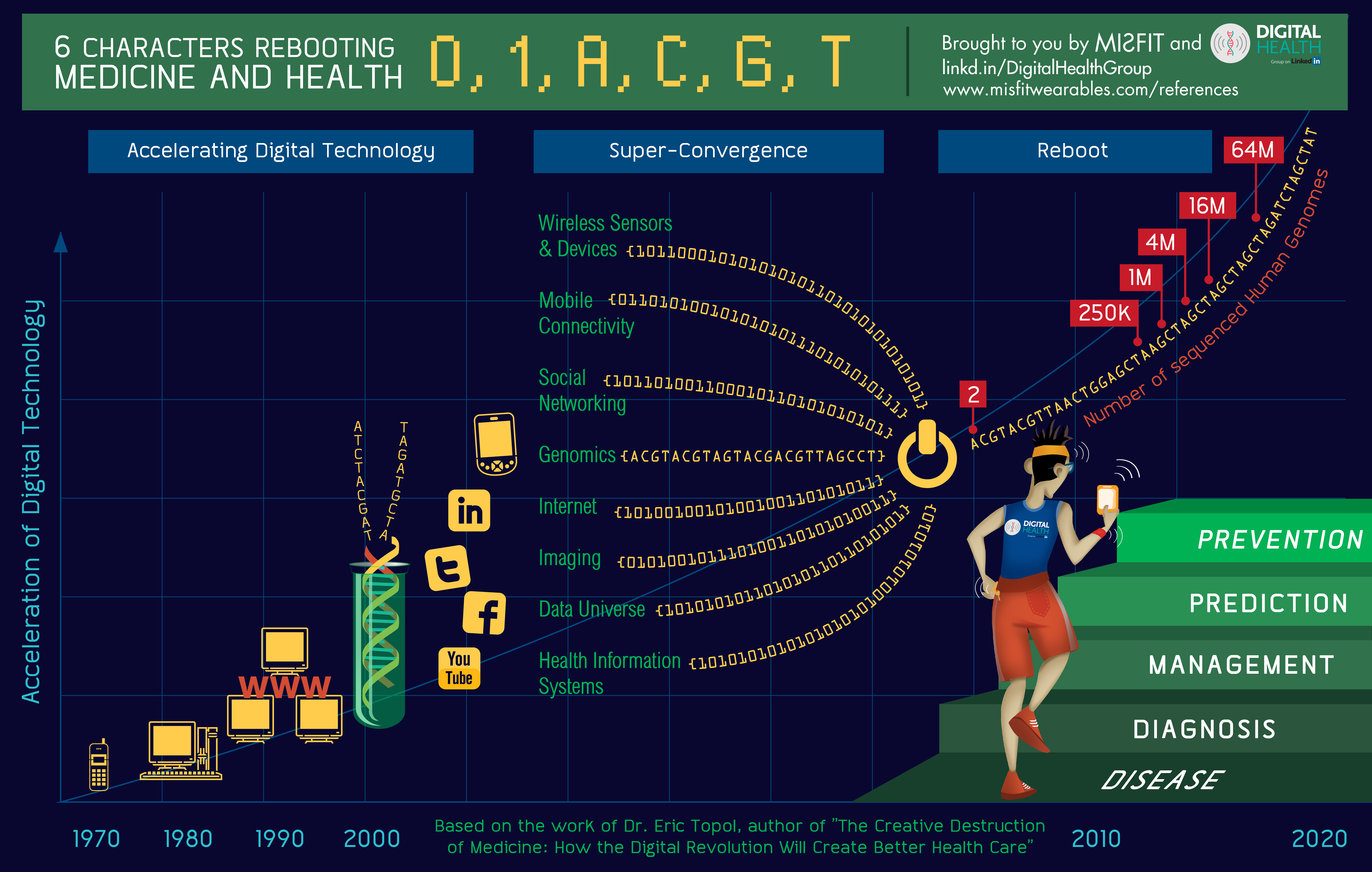

Os elementos essenciais da revolução da saúde digital incluem dispositivos sem fios, sensores de hardware e tecnologias de software sensorial, microprocessadores e circuitos integrados, a Internet, redes sociais, redes móveis/telefones móveis e redes de área corporal, Saúde de TI (tecnologias de informação de saúde), genômica e informação genética pessoal.
O léxico de Saúde Digital é extenso e inclui todos ou elementos de mHealth (saúde móvel), Wireless Health, Saúde 2.0, eHealth, e-Paciente (s), Saúde de TI/Cuidados de Saúde TI, Big Data, Dados de Saúde, Cloud Computing, Quantified Self, Wearable Gadgets e Wearable Computing, Gamificação, Telesaúde/Telemedicina, Medicina Personalizada, além de Saúde Conectada.

## Genômica e Genética
De acordo com J. Craig Venter, os seres humanos são basicamente dispositivos de software orientados a ADN e não existe qualquer diferença entre o código digital e o código genético. O código digital é um código binário (0 e 1), o código genético é um código que assenta em quatro bases: A, C, G, T. Podemos converter os dois, assim como digitalizar o homem, como Topol descreve em termos latos."

## Saúde Digital no Brasil
Com o acontecimento da pandemia ocasionada pelo vírus da COVID-19 em que teve seu início em março de 2020, o Brasil e o mundo se viram obrigados a se atualizar. Todo os tipos de dados e informações e até mesmo o auxílio emergencial do governo federal foi necessário que se fosse digitalizado, tendo em vista o isolamento social que a pandemia proporcionou.
Um grande exemplo é o governo de São Paulo, que elaborou plano de ações e programas focados na digitalização e transformação digital na saúde do estado. "Vivemos 6 anos em 6 meses. O que antes era um plano se tornou uma emergência. Tivemos que mapear, como nunca havia sido feito antes, o sistema de saúde inteiro, tanto o público quanto o privado”, disse a secretária de Desenvolvimento Econômico do Estado de São Paulo, Patrícia Ellen. Para Patrícia, a forma que tratamos as informações e a possível criação de um SUS 5.0 pode fazer uma revolução na qualidade de vida da população mais necessitada. 
Esse SUS 5.0 seria baseado em atendimentos feitos pela Telemedicina, segundo Eduardo Cordioli, gerente médico de Telemedicina no Hospital Israelita Albert Einstein: “A telemedicina melhora o acesso, a experiência do paciente, a aderência ao cuidado e, assim, o desfecho da saúde como um todo. E não só a teleconsulta, mas a utilização de dados, por exemplo, nos ajuda com a distribuição de recursos e a chegar aonde não chegávamos”.
Dentro das possibilidades que temos com a implementação da Saúde Digital no Brasil, temos:
- Inclusão de sistemas para gestão de clínicas e dispositivos que podem monitorar e melhorar a prevenção à doenças.
- Telediagnóstico, onde os médicos podem avaliar laudos a distância, aumentando a eficiência e a rapidez do tratamento.

- Teleconsulta, onde o médico é capaz de atender o paciente e realizar todo processo de medicação e pedidos de exames de forma muito mais ágil e moderna, diminuindo a perda de tempo que é comum em muitos hospitais.